# Zintis Ekmanis
Zintis Ekmanis   (Saulkrasti, 17 de maig de 1958) és un atleta i corredor de bobsleigh letó, ja retirat, que va competir durant les dècades de 1970 i 1980.
S'inicià en el triple salt i el 1980 guanyà el campionat de la República Socialista Soviètica de Letònia, poc abans d'iniciar-se en el bob. Durant la seva carrera esportiva va prendre part en quatre edicions dels Jocs Olímpics d'Hivern. El 1984 i 1988 representant la Unió Soviètica, mentre el 1992 i 1994 representant Letònia. En aquestes quatre participacions destaca, sobretot, la medalla de bronze que guanyà, formant parella amb Vladimir Aleksandrov, en la prova de bobs a 2 dels Jocs de Sarajevo de 1984.
Ekmanis també va guanyar una medalla de bronze en la prova de dos homes al Campionat del món de bobsleigh de 1985. Al Campionat d'Europa de bobsleigh guanyà una medalla d'or (1985), una de plata (1990) i una de bronze (1984). A la Copa del món de bobsleigh de 1986-1987 guanyà la medalla de bronze en la prova de dos homes. A nivell nacional guanyà dos títols soviètics (1987 i 1990) i un de letó (1992), totes en la prova de dos homes. Un cop retirat passà a exercir de jutge esportiu i fou vicepresident de la Federació de Letònia de Bobsleigh. També ha estat comentarista de bobsleigh a la televisió nacional letona.